# Hildegarde Sell
Hildegarde Loretta Sell (* 1. Februar 1906 in Adell, Wisconsin; † 29. Juli 2005 in New York City), allgemein bekannt als Hildegarde, war eine US-amerikanische Kabarett-Sängerin.

## Leben und Wirken
Sell ging auf die St. John’s Cathedral High School in Milwaukee. Im Jahr 1937 erfolgte ihr Debüt im Fernsehen bei NBC.
Sell arbeitete bei einer Reiseshow. Diese zog vor allem durch die USA und Europa. Sie war auch unter dem Spitznamen The Incomparable Hildegarde (Die unvergleichliche Hildegarde) bekannt.
Hildegardes bekanntester Song war „Darling, Je Vous Aime Beaucoup“.